# Julio César Britos
Julio César Britos Vázquez, född 18 maj 1926 i Montevideo, död 27 mars 1998, var en uruguayansk fotbollsspelare. Han deltog i Uruguays trupp vid VM 1950 i Brasilien, men spelade ej några matcher under turneringen. Han spelade för klubbarna Peñarol och Real Madrid.

## Meriter
Real Madrid
- La Liga: 1953–54, 1954–55
- Copa Latina: 1955[3]

 Uruguay
- VM i fotboll: 1950